# Letana brevicaudata
Letana brevicaudata är en insektsart som först beskrevs av Brunner von Wattenwyl 1893.  Letana brevicaudata ingår i släktet Letana och familjen vårtbitare. Inga underarter finns listade i Catalogue of Life.